# Golești (Bălilești), Argeș
Golești este un sat în comuna Bălilești din județul Argeș, Muntenia, România.
Localitatea este atestată documentar în hrisovul emis de cancelaria domnească a lui Petru cel Tânăr, prin care se întărește fiilor lui Manea Vulpoiul o „parte din Golești pe care o avea încă din vremea răposatului voievod Vlad Călugarul”.